# Падение Филадельфии

Падение Филадельфии ознаменовало присоединение последнего независимого греческого поселения в западной части Малой Азии к владениям турок-османов. По иронии, в составе осаждавших присутствовал отряд из Византийской империи, бывшей в то время вассалом турок.
До своего падения, городу удалось сохранить свободу, выплачивая налог для неверных — джизью, мусульманским князьям, хотя Филадельфия никогда не входила в состав их владений. В теории город принадлежал Византии, но отделённый от своего суверена чужими владениями, сохранял фактическую независимость.
В 1378 году Мануил II Палеолог обещал передать власть над этим форпостом в обмен на помощь турецких воинов в гражданской войне. Но жители отказались принять своих новых хозяев вплоть до 1390 года, когда Баязид I вызвал Мануила II и Иоанна VII принять участие в осаде города, который и был взят их объединёнными войсками.